# محمد الدلو
محمد صلاح الدلو (أبو صلاح؛ استشهد في 15 أكتوبر 2023) هو رياضيٌ فلسطيني، عمل رئيسًا للاتحاد الفلسطيني لكرة الطاولة حتى استشهاده. كان قد عمل أيضًا في المجلس الأعلى للشباب والرياضة والاتحاد الفلسطيني لكرة القدم والمجمع الإسلامي.
استشهد مع أفراد عائلته كافةً في 15 أكتوبر 2023 خلال ضربةٍ جوية نفذتها القوات الجوية الإسرائيلية على منزله الكائن في حي تل الهوى بقطاع غزة، وذلك خلال الرد الإسرائيلي على عملية طوفان الأقصى. نعته العديد من الجهات الرسميَّة، ومنها الاتحاد الدولي لتنس الطاولة والمجلس الأعلى للشباب والرياضة والاتحاد المصري لتنس الطاولة والاتحاد الأردني لكرة الطاولة وغيرها. كما أٌُعلنَّ عن تأجيل البطولة العربية لتنس الطاولة بعد استشهاده، والتي كان من المقرر إقامتها في بيروت نهاية شهر نوفمبر 2023.